# Cervinia tenuicauda
Cervinia tenuicauda är en kräftdjursart som beskrevs av Brodskaya 1963. Cervinia tenuicauda ingår i släktet Cervinia och familjen Cerviniidae. Inga underarter finns listade i Catalogue of Life.